# Naoki Minezaki

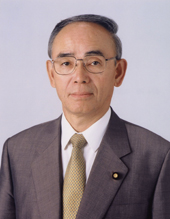
Naoki Minezaki, 2009

Naoki Minezaki (jap. 峰崎 直樹, Minezaki Naoki; * 14. Oktober 1944 in Kure, Präfektur Hiroshima) ist ein ehemaliger japanischer Politiker. Von 1992 bis 2010 war er Abgeordneter im Sangiin, dem Oberhaus des japanischen Parlaments, für Hokkaidō, zuletzt als Mitglied der Demokratischen Partei (DPJ), darin der Yokomichi-Gruppe aus ehemaligen Sozialisten. Von 2009 bis 2010 war er Staatssekretär (fuku-daijin, „Vizeminister“) im Finanzministerium.

## Leben
Minezaki schloss 1967 sein Studium an der wirtschaftswissenschaftlichen Fakultät der Hitotsubashi-Universität ab, anschließend absolvierte er ein Aufbaustudium an derselben Universität. Er arbeitete anschließend bis 1991 für die Gewerkschaft der Präfektur- und kommunalen Angestellten (kurz Jichirō), danach als stellvertretender Generalsekretär des Präfekturverbandes der Sozialistischen Partei Japans (SPJ) in Hokkaidō. Bei der Sangiin-Wahl 1992 stellte er sich als Kandidat der SPJ in Hokkaidō (damals vier Mandate je Wahl) selbst zur Wahl und zog mit dem dritthöchsten Stimmenanteil ins Sangiin ein. Unter dem SPJ-geführten Kabinett Murayama leitete er 1995 den Koalitionsausschuss für das Steuersystem, 1996 wurde er Vorsitzender des Kommunikationsausschusses im Sangiin, 1997 Vorsitzender des Ausschusses für lokale Verwaltungen (chihō gyōsei).
1996 beteiligte sich Minezaki an der Gründung der Demokratischen Partei, für die er bei den Wahlen 1998 und 2004 als Abgeordneter in Hokkaidō bestätigt wurde. Ab dem Jahr 2000 gehörte er mehreren DPJ-Schattenkabinetten als „nächster Finanzminister“, als „nächster Minister für Wirtschaft und Industrie“ und als „nächster Minister für den Finanzsektor“ an. 2007 übernahm er den Vorsitz im Sangiin-Ausschuss für Wirtschafts- und Finanzpolitik. Nach der Regierungsübernahme der Demokraten 2009 wurde Minezaki in den Kabinetten Hatoyama und Kan Staatssekretär im Finanzministerium.
Bei der Sangiin-Wahl 2010 trat Minezaki nicht mehr an.
| Personendaten    | Personendaten             |
| ---------------- | ------------------------- |
| NAME             | Minezaki, Naoki           |
| ALTERNATIVNAMEN  | 峰崎直樹 (japanisch)      |
| KURZBESCHREIBUNG | japanischer Politiker     |
| GEBURTSDATUM     | 14. Oktober 1944          |
| GEBURTSORT       | Kure, Präfektur Hiroshima |